# Flordell Hills
Flordell Hills ist eine Stadt mit dem Status „City“ im St. Louis County im US-Bundesstaat Missouri. Das U.S. Census Bureau hat bei der Volkszählung 2020 eine Einwohnerzahl von 724 ermittelt.

## Geographie
Die Koordinaten von Flordell Hills liegen bei 38°43'3" nördlicher Breite und 90°15'55" westlicher Länge.
Nach Angaben der United States Census 2010 erstreckt sich das Stadtgebiet von Flordell Hills über eine Fläche von 0,28 Quadratkilometer (0,11 sq mi). Flordell Hills wird komplett von Jennings umgeben.

## Bevölkerung
Nach dem United States Census 2010 lebten in Flordell Hills 822 Menschen verteilt auf 313 Haushalte und 213 Familien. Die Bevölkerungsdichte betrug 2935,7 Einwohner pro Quadratkilometer (7472,7/sq mi).
Die Bevölkerung setzte sich 2010 aus 5,8 % Weißen, 90,8 % Afroamerikanern, 0,2 % amerikanischen Ureinwohnern, 0,1 % Asiaten, 1,3 % aus anderen ethnischen Gruppen und 1,7 % mit zwei oder mehr Ethnien zusammen. Bei 1,7 % der Bevölkerung handelte es sich um Hispanics oder Latinos. Von den 313 Haushalten lebten in 39,6 % Kinder unter 18 und in 7,1 % der Haushalten lebten Personen über 65.
Von den 822 Einwohnern waren 27,9 % unter 18 Jahre, 12,3 % zwischen 18 und 24 Jahren, 27,4 % zwischen 25 und 44 Jahren, 20,8 % zwischen 45 und 64 Jahren und 7,7 % der Menschen waren 65 Jahre oder älter. Das Durchschnittsalter betrug 32,2 Jahre und 46,1 % der Einwohner waren männlich.